# Industrie (seriál)
Industrie je dokumentární, populárně-naučný seriál České televize z roku 2021.

## Výroba
Seriál představuje ve 12 dílech naučnou formou komplexní podobu a historii vzniku českého průmyslu a představuje jej na konkrétních příkladech českých podniků, které existují do dnešních dnů. Režisérem série je dokumentarista Ivo Bystřičan, vznikla ve tvůrčí skupině Dušana Mulíčka. I přes výtky, že seriál představuje témata z levicových hledisek, se jedná o významnou dokumentární sérii, kde je vyváženost zajištěna oslovením řady historiků.

## Díly
1. díl: Před zrodem továrny – ukazuje počátky manufakturní výroby v českých zemích v 18. století, představuje historii nejstarší manufaktury sklárny Harrachov, do které investoval výrazně rod Harrachů i Marie Terezie
2. díl: Průmyslová revoluce – představí zásadní proměnu organizace práce v době průmyslové revoluce, podrobněji představí vznik Vítkovických železáren, odhaluje, jak se etabloval sociální rozměr práce[3]
3. díl: Výroba války – díl představuje příběh a osud firmy Baťa ve Zlíně
4. díl: Továrna na republiku – díl představuje příběh firmy Amylon
5. díl: Zlatá éra průmyslu – díl představuje příběh firmy Schichtovy závody v Ústí nad Labem
6. díl: Hospodářství v krizi – díl představuje příběh podniku Kunert a synové
7. díl: Továrna v protektorátu – popisuje proměnu průmyslové výroby v Čechách v době protektorátu, představuje osud firmy Škodovy závody v Plzni
8. díl: Výroba šťastných zítřků – díl představuje příběh firmy Koh-i-noor Hardmuth v Českých Budějovicích
9. díl: Reformy na běžícím pásu – díl představuje osud firmy A. W. Loštice vyrábějící tvarůžky v Lošticích
10. díl: Soukolí normalizace – díl představuje příběh automobilky Škoda Mladá Boleslav
11. díl: Továrna na kapitalismus – díl představuje historii závodu Tatra Kopřivnice
12. díl: Roboti nastupují – díl představuje příběh novodobé firmy zaměřené na robotiku, CIIRC ČVUT